# Gorzyca Wielkopolska
Gorzyca Wielkopolska – przystanek kolejowy w Gorzycy, w województwie lubuskim, w Polsce. Znajduje się tu 1 peron.